# Emilio Taboada
Emilio Taboada, mais conhecido como Taboada (Montevidéu, 11 de maio de 1982) é um jogador uruguaio de basquete que já defendeu equipes tracionais do Uruguai (Yale, Malvín e Biguá), Argentina (Regatas Corrientes) e Brasil (Universo/Goiânia e Unitri/Uberlândia) alem da seleção uruguaia de basquete.
No NBB6 apesar do Universo/Goiânia ter sido rebaixado, Taboada foi um dos destaques do campeonato sendo o segundo cestinha da competição. Logo após o campeonato brasileiro foi defender o Urunday Universitário na segunda divisão uruguaia onde se sagrou campeão, tendo uma média de 23 pontos por partida. O Unitri/Uberlândia contratou para reforçar a equipe no NBB7.

## Carreira

### Clubes
| Ano       | Pais      | Time                                 | Liga                                      | Performance      |
| --------- | --------- | ------------------------------------ | ----------------------------------------- | ---------------- |
| 1999      | Uruguai   | Yale Montevidéu                      | 1ª Rueda Permanência                      | -                |
| 2000      | Uruguai   | Yale Montevidéu                      | 2ª Divisão Uruguaia                       | -                |
| 2001      | Uruguai   | Yale Montevidéu                      | 2ª Divisão Uruguaia                       | -                |
| 2002      | Uruguai   | Larrañaga Montevidéu                 | 1ª Rueda Permanência                      | 27 part. 16,7 pj |
| 2003      | Uruguai   | Club Atlético Independiente Mercedes | LUB -Liga Uruguaia de Basquete            | 24 part. 19,6 pj |
| 2003      | Uruguai   | Atlético Atenas Montevidéu           | 1ª Rueda Permanência                      | 26 part. 16,4 pj |
| 2004      | Uruguai   | Club Trouville Montevidéu            | Liga Sulamericana                         | -                |
| 2004      | Uruguai   | Yale Montevidéu                      | Metropolitano                             | -                |
| 2004      | Uruguai   | Paysandú BC                          | LUB -Liga Uruguaia de Basquete            | 45 part. 16,4 pj |
| 2005      | Uruguai   | Hebraica Macabi Montevidéu           | Metropolitano                             | -                |
| 2005      | Uruguai   | Paysandú BC                          | LUB -Liga Uruguaia de Basquete            | 27 part. 13,7 pj |
| 2006      | Uruguai   | Yale Montevidéu                      | Metropolitano                             | -                |
| 2006      | Uruguai   | Malvin Montevidéu                    | LUB -Liga Uruguaia de Basquete            | 43 part. 17,7 pj |
| 2006      | Venezuela | Gaiteros de Zulia                    | Liga Sulamericana                         | -                |
| 2007      | Uruguai   | Malvin Montevidéu                    | LUB -Liga Uruguaia de Basquete            | 36 part. 19,5 pj |
| 2008      | Uruguai   | Malvin Montevidéu                    | LUB -Liga Uruguaia de Basquete            | 50 part. 20,0 pj |
| 2009      | Argentina | Regatas Corrientes                   | LNB -Liga Nacional de Basquete Argentino  | -                |
| 2009      | Uruguai   | Atlético Biguá Montevidéu            | LUB -Liga Uruguaia de Basquete            | 44 part. 25,2 pj |
| 2010      | Argentina | Obera Tenis Club                     | TNA-Torneio Nacional de Acesso Argentino  | -                |
| 2010      | Uruguai   | Atlético Biguá Montevidéu            | LUB -Liga Uruguaia de Basquete            | 47 part. 21,4 pj |
| 2011      | Uruguai   | Atlético Biguá Montevidéu            | LUB -Liga Uruguaia de Basquete            | 30 part. 14,9 pj |
| 2012      | Uruguai   | Club Unión Atlética                  | LUB -Liga Uruguaia de Basquete            | 30 part. 22,0 pj |
| 2013/2014 | Brasil    | Universo/Goiânia                     | LNB -Liga Nacional de Basquete Brasileiro | 23 part. 20,7 pj |
| 2014      | Uruguai   | Urunday Universitário                | Metropolitano                             | 22 part. 23,0 pj |
| 2014/2015 | Brasil    | Unitri/Uberlândia                    | LNB -Liga Nacional de Basquete Brasileiro | 5 part. 8,4 pj   |
| 2015      | Uruguai   | Urunday Universitário                | LUB -Liga Uruguaia de Basquete            |                  |

Legenda: part. = Participações e pj = Média de pontos por jogo.

### Seleção
| Ano  | Pais                 | Local          | Campeonato               | Colocação | Jogos | Pontos | Rebotes | Assistências |
| ---- | -------------------- | -------------- | ------------------------ | --------- | ----- | ------ | ------- | ------------ |
| 2003 | Uruguai              | Montevidéu     | Campeonato Sul-americano | 3º        | 4     | 5.0    | 1.2     | 0.2          |
| 2003 | Porto Rico           | San Juan       | Copa América             | 9º        | 4     | 8.2    | 0.8     | 1.0          |
| 2003 | República Dominicana | Santo Domingo  | Jogos Pan-americanos     | 8º        | -     | -      | -       | -            |
| 2004 | Brasil               | Rio de Janeiro | Campeonato Sul-americano | 4º        | 5     | 4.4    | 0.2     | 0.6          |
| 2006 | Venezuela            | Caracas        | Campeonato Sul-americano | 2º        | 4     | 3.2    | 0.2     | 0.0          |
| 2007 | Brasil               | Rio de Janeiro | Jogos Pan-americanos     | 3º        | -     | -      | -       | -            |
| 2007 | Estados Unidos       | Las Vegas      | Copa América             | 6º        | 5     | 4.8    | 1.2     | 0.2          |
| 2009 | Porto Rico           | San Juan       | Copa América             | 6º        | 8     | 1.9    | 1.0     | 0.1          |
| 2013 | Venezuela            | Caracas        | Copa América             | 7º        | 8     | 6.6    | 1.8     | 0.8          |